# Departamento de Policía de Los Ángeles
El Departamento de Policía de Los Ángeles (en inglés: Los Angeles Police Department; abreviado como LAPD), es el cuerpo de policía local de la ciudad de Los Ángeles (California).

## Historia
La primera fuerza de policía específica de Los Ángeles fue fundada en 1853, con el nombre de Los Angeles Rangers, una fuerza voluntaria que ayudó a las fuerzas policíacas del condado que ya existían. Los Rangers fueron sucedidos por La Guardia de la ciudad de Los Ángeles, otro grupo de voluntarios. Ninguno de estos grupos fue efectivo, y la ciudad se hizo famosa por la violencia y los juegos de azar.
El primer cuerpo de policía de pago de la ciudad se creó en 1869, cuando seis hombres fueron contratados para servir a la ciudad bajo las órdenes del nuevo Mariscal, William C. Warren. Warren fue tiroteado por uno de sus hombres en 1876 y, en su sustitución, la recién creada Junta de Comisarios de Policía seleccionó a Jacob F. Gerkens. Gerkens fue sustituido al año siguiente por Emil Harris, el segundo de quince jefes de la policía entre 1876 a 1889.
El Jefe de Policía actual es Charles S. Beck, a cargo del departamento desde 2009. 
El 22 de julio de 2012, Alesia Thomas, una mujer afroamericana, murió en la parte trasera de un automóvil policial después de recibir patadas en la parte superior del muslo, la ingle y el abdomen. Su causa de muerte fue declarada "indeterminada" y el informe de la autopsia mencionó la intoxicación por cocaína como un factor contribuyente "principal", pero también indicó que la lucha con los oficiales "no podía excluirse" como un factor contribuyente a su muerte. Más tarde se reveló que Thomas también era bipolar. Más tarde, la oficial de LAPD Mary O'Callaghan fue acusada de agresión por sus acciones en el caso. Como resultado de estos hechos, el 1 de septiembre de 2012, activistas de derechos civiles solicitaron una reunión de emergencia con el jefe de policía de Los Ángeles, Charlie Beck, para revisar las políticas de arresto y uso de la fuerza.
El 18 de agosto de 2012, Ronald Weekley Jr, un estudiante universitario, recibió un puñetazo en la cara mientras lo arrestaban luego de que lo detuvieran por montar su patineta en el lado equivocado de la calle.
El 21 de agosto de 2012, Michelle Jordan, una enfermera registrada, fue detenida por sostener su teléfono celular mientras conducía. Fue arrojada al suelo dos veces en el transcurso de su arresto después de salir del automóvil y negarse a cumplir con la orden de un oficial de regresar al vehículo.
En junio de 2020, luego de una campaña de una coalición de grupos comunitarios, incluido Black Lives Matter, el alcalde de Los Ángeles, Eric Garcetti, anunció recortes presupuestarios de LAPD de $150 millones.  Garcetti anunció que los fondos serían redirigidos a iniciativas comunitarias. La senadora Kamala Harris apoyó la decisión de Garcetti de recortar el presupuesto de LAPD.
En 2020, la Oficina del Fiscal de Distrito del Condado de Los Ángeles anunció que seis oficiales de LAPD habían sido acusados de conspiración y falsificación de información en un escándalo de etiquetado falso de pandillas, con otros 18 oficiales bajo investigación. El descubrimiento de acusaciones falsas condujo a la revisión de cientos de casos y la desestimación de una serie de cargos por delitos graves que datan de 2016.
El 13 de febrero de 2021, LAPD anunció en una serie de tuits que estaba iniciando una investigación interna en la División Harbor, luego de que sus empleados supuestamente pasaran una tarjeta electrónica con el tema del Día de San Valentín que representaba a George Floyd con la leyenda "Me quitas el aliento". away", que hacía referencia al asesinato de Floyd. LAPD dijo que "tendrá tolerancia cero para este tipo de comportamiento".
En septiembre de 2021, The Guardian informó que el jefe de policía de Los Ángeles, Michel Moore, había dado instrucciones a los oficiales de LAPD para que recopilaran información de las cuentas de las redes sociales de todos los ciudadanos que entrevistaran, ya sea que hayan sido acusados o no de cometer un delito. Además, se les pidió a los oficiales que recolectaran los números de Seguro Social y se les indicó que les dijeran a las personas que "deben proporcionarlos" según la ley federal, aunque no está claro si esto es cierto. En una respuesta para comentarios, LAPD declaró que la política de entrevistas de campo estaba "actualizándose". Una política actualizada instruye a los oficiales a no recolectar números de Seguro Social.
El 30 de junio de 2021, un escuadrón de desactivación de bombas de LAPD detonó fuegos artificiales ilegales confiscados en un vecindario residencial, hiriendo a 17 personas, causando grandes daños a las casas cercanas y destruyendo el camión de desactivación de bombas de LAPD. Según los informes, la explosión ocurrió cuando el escuadrón antibombas subestimó significativamente el peso de los fuegos artificiales que se cargaron en la cámara de explosión del camión. Se cargaron 42 libras de fuegos artificiales en la cámara de explosión; sin embargo, solo fue diseñado para sostener 15 libras de explosivos, con un máximo de 25 libras (aunque esto inutilizaría el camión). La policía de Los Ángeles fue criticada por manejar explosivos sin cuidado y detonarlos en un vecindario; El jefe Moore se disculpó públicamente durante una conferencia de prensa e informó a los periodistas que el escuadrón antibombas había comenzado a implementar nuevos procedimientos para evitar incidentes similares en el futuro.

## Recursos, movilidad y tecnología del LAPD
El LAPD tiene enormes recursos, incluyendo la cuarta mayor fuerza aérea civil en el mundo, solo superada por la Policía Nacional de Colombia que es la mayor fuerza aérea civil del mundo y por la patrulla de control aéreo civil y la guardia fronteriza. La División de Apoyo Aéreo de la LAPD cuenta con 21 helicópteros (cuatro Bell 206 Jet Rangers, 16 Eurocopter AS 350 Ecureuil, y un UH-1 Iroquois). El departamento también cuenta con un Beechcraft King Air A200 y un drone teledirigido.

### Armas de fuego
Después de la Segunda Guerra Mundial, LAPD comenzó a emitir el Modelo 10 de Smith & Wesson. Durante las décadas de 1960 y 1970, el departamento emitió la obra maestra de combate S&W Model 15. Estas armas se modificaron para disparar solo de doble acción. Algunas unidades especializadas (específicamente los oficiales de motor) recibieron la versión de acero inoxidable, el Modelo 67. En la década de 1980, los oficiales de patrulla de LAPD comenzaron a recibir las pistolas semiautomáticas Beretta 92F y Smith & Wesson Modelo 5906 de 9 mm. Después del tiroteo en North Hollywood de 1997, a los oficiales de LAPD también se les dio la opción de llevar las pistolas de servicio Smith & Wesson Model 4506 y 4566. Los oficiales calificados también recibieron rifles de patrulla llamados UPR (Rifle de Policía Urbana). Cuando William Bratton fue nombrado Jefe del Departamento de Policía de Los Ángeles, permitió que sus agentes llevaran la pistola Glock, el arma de fuego que se llevaba en los dos departamentos anteriores que dirigía Bratton (el Departamento de Policía de la Ciudad de Nueva York y el Departamento de Policía de Boston).
Los oficiales también tienen la opción de elegir entre una variedad de pistolas Glock, Kimber, Staccato o Beretta, así como rifles Smith & Wesson, Colt o Bushmaster AR-15.
El equipo SWAT de LAPD llevó el Kimber Custom TLE II en 2002, renombrándolo como Kimber LAPD SWAT Custom II. A partir de 2014, las armas principales de SWAT eran los rifles Heckler & Koch HK416, M4 Carbine y FN SCAR; los subfusiles Colt 9 mm y HK MP5; los rifles de francotirador Armalite AR-10, Remington 700, Barrett M82 y M14; y las escopetas Benelli M4 Super 90 y Remington 870. El Departamento de Policía de Los Ángeles también tiene lanzadores de 37 mm y pistolas de disparo "beanbag" modificadas.
El Departamento de Policía de Los Ángeles anunció en 2009 que aumentaría la cantidad de una escopeta semiautomática, la Benelli M4 Super 90; los oficiales tuvieron que recibir capacitación adicional y comprar el arma de forma privada si eligen cambiar de la Remington 870 de acción de bomba estándar que reemplazó al venerable Ithaca Model 37 "Deerslayer".